# Sverigeflyg
Sverigeflyg es la principal compañía de siete aerolíneas locales suecas:  Blekingeflyg, Flysmaland, Gotlandsflyg, Kalmarflyg, Kullaflyg, Sundsvallsflyg y Östersundsflyg. Su actual touroperador es Avitrans, o a veces Golden Air.
El presidente de la empresa es  Pigge Werkelin y el director ejecutivo, Michael Juniwik, ambos de la isla de Gotland.
Sverigeflyg forma parte de la Asociación de Aerolíneas Europeas de Bajo Coste.

## Destinos
- Blekingeflyg:

Aeropuerto de Ronneby–Aeropuerto de Bromma
- Gotlandsflyg:

Aeropuerto de Visby–Aeropuerto de Bromma,
Aeropuerto de Visby–Aeropuerto de Skavsta,
Aeropuerto de Visby–Aeropuerto de Ängelholm (verano)
- Kalmarflyg:

Aeropuerto de Kalmar–Aeropuerto de Bromma. La Familia Real sueca suele utilizar esta ruta para ir a su casa de verano: el Palacio Solliden.
- Kullaflyg:

Aeropuerto de Ängelholm–Aeropuerto de Bromma,
Aeropuerto de Ängelholm–Aeropuerto de Visby (verano),
Aeropuerto de Ängelholm–Aeropuerto de Mora (invierno)
- Sundsvallsflyg:

Aeropuerto de Sundsvall–Aeropuerto de Bromma
- Flysmaland:

Aeropuerto de Växjö–Aeropuerto de Bromma,
Aeropuerto de Växjö–Aeropuerto de Visby (verano),
Aeropuerto de Växjö–Aeropuerto de Mora (invierno),
Aeropuerto de Växjö–Aeropuerto de Berlín Tegel
- Östersundsflyg:

Aeropuerto de Östersund–Aeropuerto de Bromma.